# Вице-президент Сейшельских Островов
Вице-президент Сейшельских Островов (англ. Vice-President of Seychelles, фр. Vice-Président des Seychelles) — назначаемый президентом Сейшел вице-глава государства Сейшельские Острова. Должность вице-президента Сейшел существует с апреля 1996 года
После создания поста вице-президента установлен порядок, по которому он принимает президентскую присягу в случае невозможности исполнения президентом своих обязанностей либо его отставки. Дважды, в 2004 и в 2016 годах президенты Сейшельских Островов уходили в отставку, и их замещали вице-президенты страны.

## Список вице-президентов
|        | Портрет | Имя (годы жизни)                                                 | Полномочия      | Полномочия      | Партия                                                            |
| Начало | Портрет | Имя (годы жизни)                                                 | Окончание       |                 | Партия                                                            |
| ------ | ------- | ---------------------------------------------------------------- | --------------- | --------------- | ----------------------------------------------------------------- |
| 1      |         | Джеймс Аликс Мишель (1944—) англ. James Alix Michel              | август 1996     | 16 апреля 2004  | Прогрессивный фронт народа Сейшельских островов                   |
| 2      |         | Джозеф Белмонт (1947—) англ. Joseph Belmont                      | 16 апреля 2004  | 30 июня 2010    | Прогрессивный фронт народа Сейшельских островов → Народная партия |
| 3      |         | Дэнни Энтони Роллен Фор (1962—) англ. Danny Antoine Rollen Faure | 30 июня 2010    | 16 октября 2016 | Народная партия                                                   |
| 4      |         | Винсент Меритон (1960—) англ. Vincent Meriton                    | 28 октября 2016 | 26 октября 2020 | Народная партия → Единые Сейшелы                                  |
| 5      |         | Ахмед Афиф (1967—) англ. Ahmed Afif                              | 26 октября 2020 | действующий     | Линион Демократик Сеселва                                         |